# Mörel, Rendsburg-Eckernförde
Mörel là một đô thị thuộc quận Rendsburg-Eckernförde, bang Schleswig-Holstein.